# Tomorrow's (Just Another Day)
Tomorrow's (Just Another Day) is een single uit 1983 van de Britse ska-popband Madness. In Engeland werd het een top 10-hit, in Nederland viel het buiten de top 40. De B-kant is het door gitarist Chris Foreman geschreven en door Carl 'Chas Smash' Smyth gezongen Madness (Is All In The Mind).

## Achtergrond

### Videoclip
Tomorrow's (Just Another Day) werd in 1982 opgenomen voor het album The Rise & Fall waarmee de nutty boys hun serieuzere kant toonden. In de bijbehorende videoclip zitten zes van de zeven bandleden in de gevangenis; allemaal worden ze vrijgelaten (door saxofonist Lee Thompson) behalve frontman Suggs. Als ook hij op vrije voeten is wordt hij thuis opgewacht door levende bloemen en planten. Tussendoor zijn er fragmenten te zien waarin de bandleden witte pakken dragen en aan het lummelen zijn; Suggs, die bij de rest afsteekt als landloper, is de lummel.   

### Promotie
Madness deed een aantal playback-optredens in televisieprogramma's als Jim'll Fix It, bijgestaan door een fan die na afloop een gesigneerde gitaar kreeg. Vlak na het postume schandaal rond presentator Jimmy Savile heeft Natasha Fox de gitaar in de verkoop gezet op eBay.
In maart 1983 was Madness te zien in het Duitse programma Musikladen; pianist Mike Barson was er niet bij vanwege zijn verhuizing naar Amsterdam en liet zich vervangen door een garderobe-assistent.
Tussendoor, tijdens twee uitverkochte concerten in Londen en Brighton, werd Elvis Costello uitgenodigd om zijn blues-achtige versie van Tomorrow's (Just Another Day) (zoals opgenomen voor de 12-inch) te zingen.
Suggs · Mike Barson · Lee Thompson · Chris Foreman · Mark Bedford · Daniel Woodgate · Chas Smash